# Maria de Llúria i de Magarola
Maria de Llúria i de Magarola (Barcelona, Barcelonès, segle XVII — Vallbona de les Monges, Urgell, 14 de juny de 1701) fou una religiosa i abadessa cistercenca i escriptora.
Era filla de Joan Roger de Llúria i de Sacirera i d'Isabel de Magarola i de Genovart i tingué almenys un germà, Francesc Roger de Llúria i de Magarola. De ben petita ingressà al monestir de Santa Maria de Vallbona, on va exercir diversos càrrecs de responsabilitat –un any sots-bossera (1663), trenta-sis anys bossera (1664-1700) i tres anys sots-priora (1696-1698)– fins a arribar a abadessa l'abril de l'any 1701. Exercí aquest càrrec tot just dos mesos, des del 10 d'abril fins al 14 de juny de 1701, en què morí.
Va escriure el Directori espiritual, del qual només se'n conserva el segon volum. Escrit en un llenguatge formal però planer i afectiu, que neix de la vida interior, s'inscriu en la línia de l'ascètica i la mística cistercenques de l'època del barroc. Aquest recull pràctic d'oració conté tot un seguit de col·loquis, en els quals l'ànima troba la consolació espiritual, i constitueixen un sistema per fomentar la volguda unió amb Déu.
Havia estat la mà dreta de la seva antecessora, Maria de Borrell, durant l'anomenat «plet de la paternitat». La seva tomba es troba al cor de l'església del monestir.